# Котовка (Приднестровье)
Кото́вка — село в Григориопольском районе непризнанной Приднестровской Молдавской Республики. Вместе с посёлком Карманово и сёлами Мочаровка и Федосеевка входит в состав Кармановского сельсовета.

## География
Село расположено на расстоянии 20 км от города Григориополь и 73 км от г. Кишинёв. 

## Население
По данным 2001 года, в селе Котовка проживало 230 человек.

## История
Село Котовка было основано в 1924 году на месте опустевшего немецкого хутора Кляйн-Бергдорф.
В советский период здесь было организовано отделение зооветеринарного совхоза-техникума «Карманово». В селе открылись начальная школа, клуб с киноустановкой, детский сад, магазин.